# Banco de Fomento Angola
Banco de Fomento Angola (BFA) ist eine angolanische Privatbank und zweitgrößte Bank des Landes.
Die Bank wurde im Jahr 1990 als Banco de Fomento Exterior (BFE) in der Hauptstadt Luanda gegründet. Im August 1996 wurde sie von der portugiesischen Banco Português de Investimento zu 100 Prozent übernommen und wurde in Banco de Fomento Angola (BFA) umbenannt.:8
Aktuell (Stand Ende 2010) ist die BPI-Bank mit 50,1 Prozent Hauptaktionär, der angolanische Mobilfunkbetreiber UNITEL mit 49,9 Prozent Anteilen beteiligt. Vorsitzender der Aktionärsversammlung ist Rui de Faria Lélis, Geschäftsführer ist Emídio Pinheiro.:7 Direktionsmitglied ist außerdem Isabel dos Santos.
Der neue Hauptsitz wurde im Juli 2003 in Luanda eröffnet. Er befindet sich in der Avenida Amílcar Cabral in Maianga, Luanda. Das Filialnetz wurde in den zurückliegenden Jahren ständig ausgebaut. Heute ist die Bank mit 193 Filialen im ganzen Land vertreten, allein in der Hauptstadt Luanda gibt es 86 Zweigstellen, fünf in Cabinda, zwei in Uíge, drei in Benguela, sieben in Lobito, drei in Huambo und acht in Lubango. Die Bank zählt über 750.000 Kunden und erwirtschaftet eine Bilanzsumme von 6.340 Mio. US-Dollar (Stand 2010).:2, 3
Die BFA wurde 2009 von dem britischen Magazin EMEA Finance als beste angolanische Bank ausgezeichnet.
Ebenfalls 2009 wurde die BFA von der Deutschen Bank Trust Company zum achten Mal in Folge mit dem Titel Straight Through Processing Excellence Award ausgezeichnet. Dies erfolgte in Anerkennung der Tatsache, dass 99,1 Prozent der Zahlungsaufträge durch die BFA automatisch verarbeitet werden. Die BFA hält außerdem den Titel Superbrands Angola.:12